# Казаре (Виченца)
Казаре је насеље у Италији у округу Виченца, региону Венето.
Према процени из 2011. у насељу је живело 120 становника. Насеље се налази на надморској висини од 40 м.